# Kreis Coesfeld
Kreis Coesfeld är ett distrikt i Nordrhein-Westfalen, Tyskland.

## Infrastruktur
Genom distriktet går det tre motorvägar. Motorvägarna är A1, A31 och A43.
1. 1 2  hämtat från: tyskspråkiga Wikipedia.[källa från Wikidata]
2. ↑  läs online, www.landesdatenbank.nrw.de .[källa från Wikidata]